# Ghotki
Ghotki (Sindhi گهوٽڪِي, Urdu گھوٹکی) ist die Hauptstadt des Distrikts Ghotki in der Provinz Sindh in Pakistan.

## Geschichte
Am 12. Juli 2005 starben nahe Ghotki beim Eisenbahnunfall von Sarhad 137 Menschen.

## Bevölkerungsentwicklung
| Zensusjahr | Einwohnerzahl |
| ---------- | ------------- |
| 1972       | 19.275        |
| 1981       | 28.837        |
| 1998       | 51.401        |
| 2017       | 111.321       |

## Wirtschaft
Gotki ist ein Handelszentrum für Agrarrohstoffe. In der Nähe liefert der fruchtbare Boden Weizen, Baumwolle, Reis und Zuckerrohr. In der Stadt werden Töpfe, Rohrköpfe sowie geschnitztes und farbiges Holz hergestellt.

## Galerie

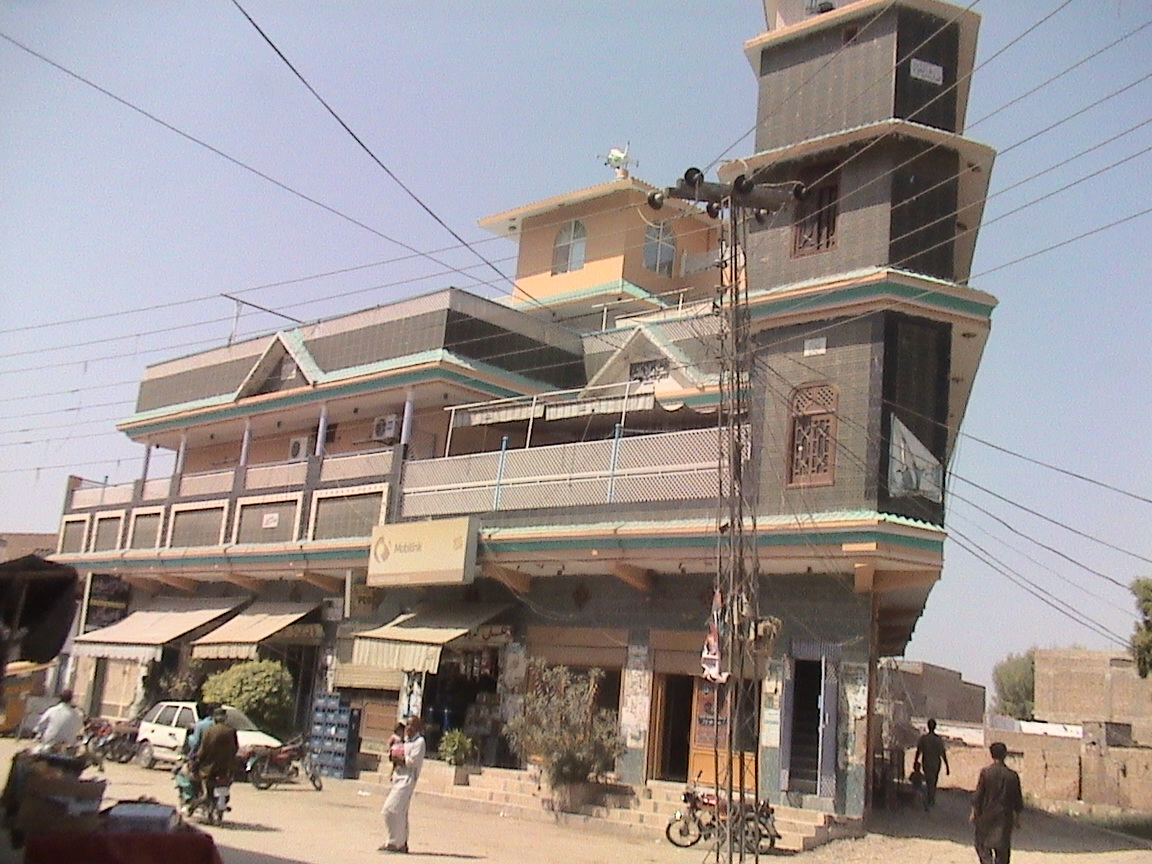
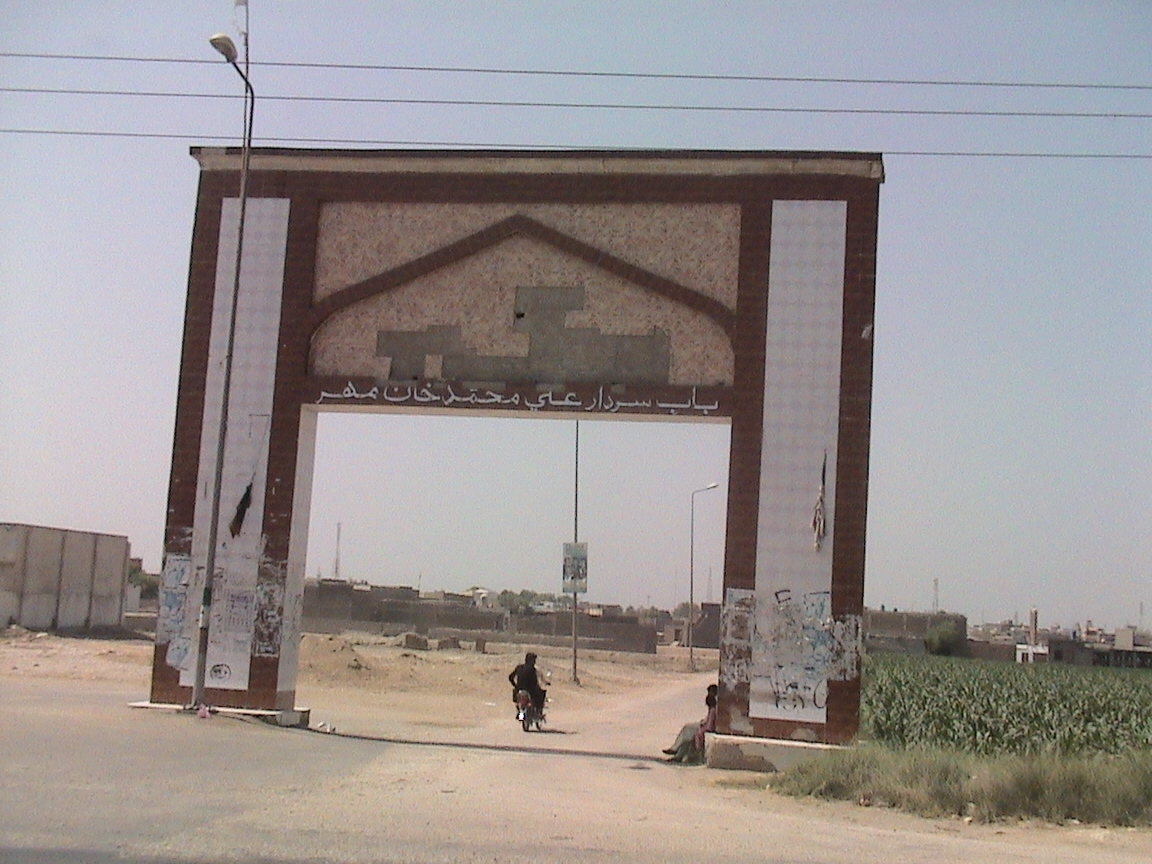
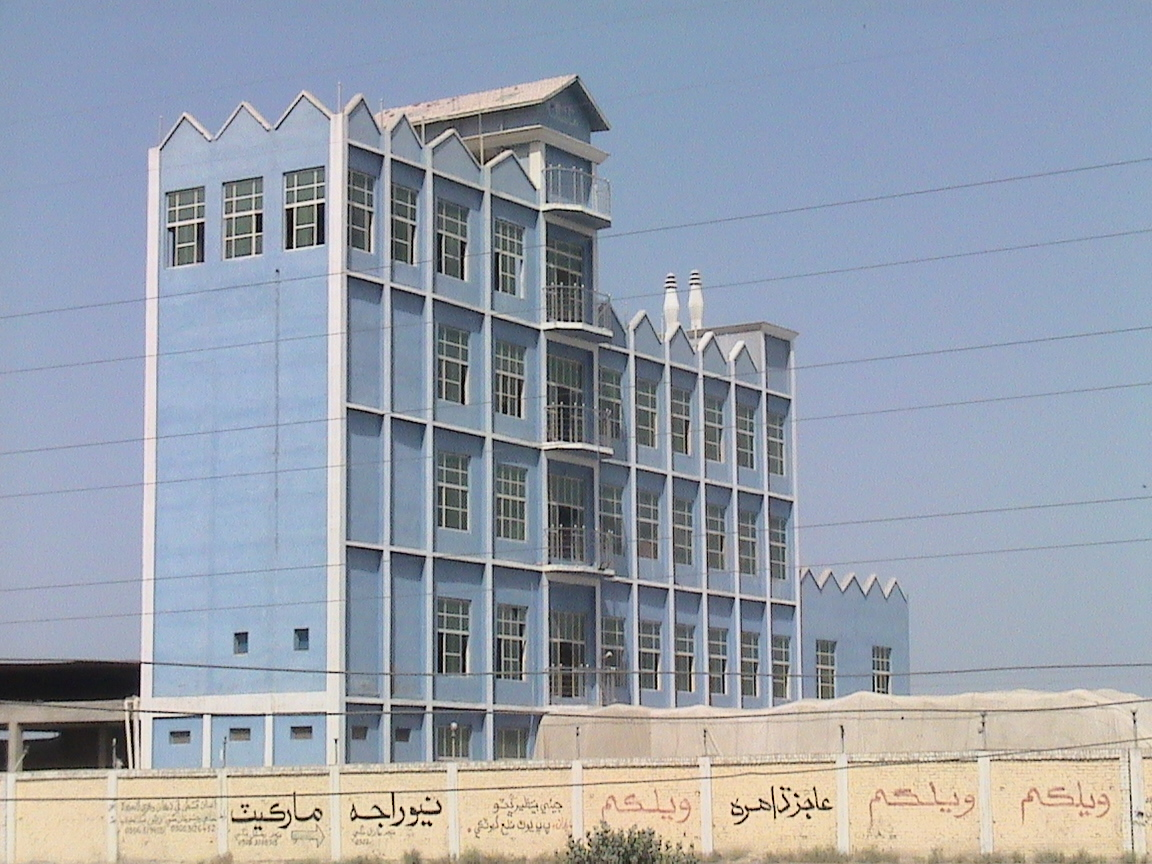